# 下勒代恩
下勒代恩（法語：Niederrœdern，发音：[nidəʁ.ʁødɛʁn] 或 [nidəʁ.ʁødəʁn]），或纯音译作尼德勒代恩，是法国下莱茵省的一个市镇，属于阿格诺-维桑堡区和维桑堡县（Wissembourg）。该市镇总面积6.88平方公里，2009年时的人口为893人。

## 地名
该地名Niederrœdern来源于德语，前缀“Nieder-”在德语中意为“下”，而上勒代恩（Oberrœdern，前缀“Ober-”在德语中意为“上”；此地或纯音译作“奥伯勒代恩”）在该地以西约3千米处。

## 人口
下勒代恩人口变化图示